# Олкария V
Олкария V - крупная строющаяся геотермальная электростанция в Кении. Планируемая мощность — 140 МВт.

## Местонахождение
Электростанция будет расположена в районе Олкария, в округе Накуру, в национальном парке «Ворота Ада», примерно в 114 километрах к юго-востоку от Накуру, где находится столица округа.Это примерно 122 километра, по дороге, к северо-западу от Найроби, столицы и крупнейшего города Кении.

## Обзор
Планируемая мощность электростанции Олкария V составляет 140 МВт, хотя другие источники называют цифру в 158 МВт. . Строительство электростанции совместно финансируется агентством международного сотрудничества (JICA) Кенийской электроэнергетической компанией. Стоимость строительства составляет 400 миллионов долларов США. Японские фирмы изготовляют и доставляют оборудование для станции, кенийские фирмы отвечают за строительство и монтаж оборудования.
Электростанция является одной из шести геотермальных электростанций, которые в настоящее время либо функционируют, либо строятся, либо планируются к строительству в районе Олкария в округе Накуру, Кения. Олкария I, Олкария II, Олкария III и Олкария IV уже введены в эксплуатацию. Строительство Олкарии V началось в апреле 2017 года, завершение и ввод в строи планируются в 2019 году. Олкария VI запланирована на 2021 год..

## Принадлежность
Электростанция Олкария V принадлежит Кенийской электроэнергетической компании (КенГен).